# Bolmen
Il Bolmen è il più grande dei laghi della parte occidentale dello Småland in Svezia. Si trova circa 80 chilometri a sud di Jönköping.
Il nome Bolmen deriva dallo svedese antico (in svedese Fornsvenska) e risale all'anno 1689. All'epoca si chiamava «Bollmen Lacus», vale a dire «Grande lago» (Storsjön in svedese moderno).
Dalle acque del lago sorgono molte isole - 365 secondo una leggenda -, delle quali Bolmsö è la più grande. Nel lago sorgono anche le isole Tira, che furono mappate solamente nel 1932.
La maggior parte del Bolmen ricade entro i confini del comune di Ljungby, ma parti del lago appartengono anche ai comuni di Hylte e Värnamo.
Il lago viene utilizzato per rifornire di acqua potabile diverse località della Svezia meridionale, tra le quali Lund. L'acqua viene convogliata verso la Scania attraverso un acquedotto sotterraneo (il Bolmentunneln). Emissario naturale del lago è il Bolmån, l'affluente principale del Lagan.
All'estremità meridionale del Bolmen sorgeva, nel XIII secolo, il castello di Piksborg. Il complesso è ancora oggi visibile, ma gli edifici non esistono più perché erano in legno. A Piksborg, la pista ciclabile «Banvallsleden» attraversa il lago.
Nel Bolmen vivono 24 specie di pesci, compresi il lucioperca, il luccio, il pesce persico, l'anguilla, l'abramide, la tinca, la scardola, il rutilo, la bottatrice, il salmone e la trota iridea.